# 바사라베아스카구
바사라베아스카구(루마니아어: Basarabeasca)는 몰도바 남부에 위치한 구로 행정 중심지는 바사라베아스카이며 면적은 295km2, 인구는 29,200명(2011년 기준)이다. 동쪽으로는 우크라이나와 국경을 접하며 북쪽으로는 치미슐리아 구, 서쪽과 남쪽으로는 가가우지아와 접한다.